# Maite Alberdi
Pour les articles homonymes, voir Alberdi.
Alberdi  Soto est un nom espagnol. Le premier nom de famille, en général paternel, est Alberdi ; le second, en général maternel, souvent omis, est Soto.
Maite Alberdi Soto, née le 29 mars 1983 à Santiago, est une réalisatrice, scénariste et critique de cinéma chilienne. Elle est la fondatrice de Micromundo Producciones et est, depuis juin 2018, membre de l'Academy of Motion Picture Arts and Sciences.
Elle est connue à l'international pour ses documentaires La once (2014) et L'École de la vie (2016), pour lesquels elle obtient le prix de la meilleure réalisation documentaire par une femme au Festival international du film documentaire d'Amsterdam, et El agente topo (2020), nommé à l'Oscar du meilleur long-métrage documentaire.
Elle est réalisatrice audiovisuelle de l'université pontificale catholique du Chili, et également titulaire d'une licence en esthétique et communication sociale de la même université. Elle a exercé comme monteuse, technicienne du son, productrice exécutive et directrice de photographie dans divers films et documentaires chiliens.

## Trajectoire
Son premier microdocumentaire, Carrete Down (2004), est récompensé au Festival Audiovisuel du Handicap Un minuto del otro (Une minute de l'autre). Le deuxième, Los trapecistas (Les trapézistes) (2005), raconte l'histoire de deux enfants qui doivent abandonner le cirque dans lequel ils habitent, et obtient le prix du meilleur documentaire des Écoles de Cinéma et d'Audiovisuel, au Festival international de cinéma de Viña del Mar (es) en 2005,. En 2008, elle réalise le court-métrage de fiction Las peluqueras (Les coiffeuses).
En 2011, elle se lance dans le long-métrage documentaire avec El salvavidas (Le sauveteur), l'histoire d'un sauveteur du littoral central du Chili, qui s'efforce d'éviter l'eau à tout prix. Elle est coscénariste du long-métrage documentaire Propaganda (Propagande) (2014), de Christopher Murray et Israel Pimentel Bustamante.
En 2014, elle accède à la reconnaissance internationale avec le documentaire La once (Le goûter), portrait d'un groupe de femmes âgées, amies de longue date de sa grand-mère Teresa. Le film est nommé aux prix Goya comme meilleur film ibéro-américain, et obtient le prix du meilleur film et de la meilleure réalisation au Festival international du film de Santiago (es) 2014. Le film reçoit également les prix internationaux du meilleur documentaire réalisé par une femme au Festival international du film documentaire d'Amsterdam, meilleur documentaire au FIC de Miami, au FICCI Carthagène, au EIDF (en) en Corée du Sud, au DocsBarcelona (ca) et au FICG Guadalajara. 
En 2015 elle est coproductrice exécutive du film de fiction La vida secreta de las plantas, de Sebastián Brahm. En 2016, le documentaire L'École de la vie, qui suit la vie émotionnelle et professionnelle d'un groupe de jeunes atteint de trisomie 21, obtient de nombreux prix internationaux parmi lesquels celui du meilleure documentaire au DocsBarcelona. En 2016, son microdocumentaire Yo no soy de aquí (Je ne suis pas d'ici) (2016) explore l'existence diffuse d'anciens immigrants atteints de démence sénile et de la maladie d'Alzheimer
Son quatrième long-métrage, El agente topo, est présenté au Festival du film de Sundance et obtient le prix du public au Festival de Saint-Sébastien. Il est sélectionné par l'Académie de Cinéma du Chili comme candidat au prix Goya du meilleur film ibéro-américain et à l'Oscar du meilleur long-métrage documentaire,,. Il est nommé au Prix Goya du meilleur film ibéroaméricain, aux Film Independent's Spirit Awards pour le meilleur documentaire et à l'Oscar du meilleur long-métrage documentaire,,. Il fait aussi partie des quinze films présélectionnés pour l'Oscar du meilleur film international, mais ne fait pas partie des cinq nommés,.

## Filmographie
Sa filmographie se compose des œuvres suivantes :

### Longs-métrages
| An   | Titre                                      | Réalisation | Scénario | Production |
| ---- | ------------------------------------------ | ----------- | -------- | ---------- |
| 2011 | El salvavidas                              | ✓           | ✓        |            |
| 2014 | La once                                    | ✓           | ✓        | ✓          |
| 2016 | L'École de la vie (Los niños)              | ✓           | ✓        | ✓          |
| 2020 | El agente topo                             | ✓           | ✓        | ✓          |
| 2023 | La Mémoire éternelle (La memoria infinita) | ✓           | ✓        |            |
| 2024 | El lugar de la otra                        | ✓           | ✓        |            |

### Courts-métrages
- 2004 - Carrete Down
- 2005 - Los trapecistas
- 2007 - Las peluqueras
- 2016 - Yo no soy de aquí

## Prix et nominations
| An        | Film              | #Prix                                                      | Catégorie                             | Résultat   |
| --------- | ----------------- | ---------------------------------------------------------- | ------------------------------------- | ---------- |
| 2012      | El salvavidas     | Festival International de Cinéma d'Édimbourg               | Meilleur film                         | Nomination |
| 2015-2016 | La once           | Goya                                                       | Meilleur film ibéro-américain         | Nomination |
| 2015-2016 | La once           | Festival de Cinéma Latinoamericano de Biarritz             | Prix du Public                        | Lauréat    |
| 2015-2016 | La once           | Festival international du film de Carthagène               | Meilleur documentaire                 | Lauréat    |
| 2015-2016 | La once           | Festival International de Cinéma DocsBarcelona             | Meilleur documentaire                 | Lauréat    |
| 2015-2016 | La once           | Festival International de Cinéma Documentaire de Sheffield | Prix du Jury                          | Nomination |
| 2016-2017 | Yo no soy de aquí | Prix Pedro Sienna                                          | Meilleur court-métrage documentaire   | Lauréat    |
| 2016-2017 | Yo no soy de aquí | Festival de Cinéma Documentaire de Budapest                | Section "Let Us Be Short"             | Lauréat    |
| 2016-2017 | Yo no soy de aquí | Prix du Cinéma Européen                                    | Meilleur court-métrage européen       | Nomination |
| 2016-2017 | Yo no soy de aquí | Festival International de Cinéma de Ljubljana              | Meilleur court-métrage                | Lauréat    |
| 2017      | L'École de la vie | Prix Pedro Sienna                                          | Meilleur long-métrage documentaire    | Nomination |
| 2017      | L'École de la vie | Prix Pedro Sienna                                          | Meilleur direction                    | Nomination |
| 2017      | L'École de la vie | Festival de Cinéma de Miami                                | Prix Zeno Mountain                    | Lauréat    |
| 2017      | L'École de la vie | Festival de Cinéma de Miami                                | Meilleur documentaire                 | Nomination |
| 2017      | L'École de la vie | Festival International de Cinéma de Cleveland              | Prix Greg Gund Mémorial Standing Up   | Nomination |
| 2017      | L'École de la vie | Festival du film de Gramado                                | Prix spécial du Jury                  | Lauréat    |
| 2017      | L'École de la vie | Festival International de Cinéma de Seattle                | Meilleur documentaire ibéro-américain | Nomination |
| 2021      | El agente topo    | Goya                                                       | Meilleur film ibéro-américain         | Nomination |
| 2021      | El agente topo    | Film Independent's Spirit Awards                           | Meilleur documentaire                 | Nomination |
| 2021      | El agente topo    | Oscars                                                     | Meilleur long-métrage documentaire    | Nomination |
| 2021      | El agente topo    | Festival de Cinéma de Saint-Sébastien                      | Meilleur film européen                | Lauréat    |
| 2021      | El agente topo    | National Board of Review                                   | Meilleurs films étrangers de l'année  | Nomination |
| 2021      | El agente topo    | Prix Forqué                                                | Meilleur film latino-américain        | Nomination |